# Jan Łysakowski (zm. 1507)
Jan Łysakowski herbu Leliwa (zm. w 1507 roku) – wojski przemyski w latach 1499–1506.
Poseł województwa ruskiego na sejm radomski 1505 roku.